# Ana Nuño
Ana Nuño (sinh ngày 29 tháng 7 năm 1957) là một nhà thơ và nhà văn. Bà được sinh ra ở Caracas, Venezuela. Bà hiện đang sống ở Barcelona, Tây Ban Nha.
Nuño có bằng tiến sĩ về nghiên cứu tiếng Anh từ La Sorbonne, Paris. Lĩnh vực nghiên cứu và làm việc chính của bà là thơ ca, báo chí và chính trị. Là một nhà thơ, bà đã thấy tác phẩm tiếng Tây Ban Nha của mình được xuất bản ở Tây Ban Nha, cũng như trong một số tuyển tập ở Venezuela, Colombia, Argentina, Mexico, Brazil và Hoa Kỳ. Thơ của bà đã được dịch sang tiếng Pháp, tiếng Anh, tiếng Ý và tiếng Bồ Đào Nha.
Các bài tiểu luận, bài báo và phê bình của bà về văn học, chính trị và điện ảnh đã được xuất bản, trong số các phương tiện truyền thông khác, ở Vuelta (México); Syntaxis, Quimera, El Viejo Topo, La Vanguardia, Letras Libres (España); El Nacional và El Universal (Venezuela).
Bà là biên tập viên chính của Quimera từ 1997 đến 2001. Năm 2004, bà thành lập nhà xuất bản Reverso Ediciones cùng với Carla Palacio và tiếp tục chỉ đạo nó. Năm 2005, bà tham gia thành lập một đảng chính trị mới ở Tây Ban Nha: Ciutadans de Catalunya.

## Công trình
- Las giọng hát encontradas. Málaga: Dador, 1989.
- Sextinario. Venezuela: Tierra de Gracia, 1999; Barcelona: Plaza & Janés, 2002.
- Lezama Lima. Barcelona: Omega, 2001.